# Stader Bronzeräder

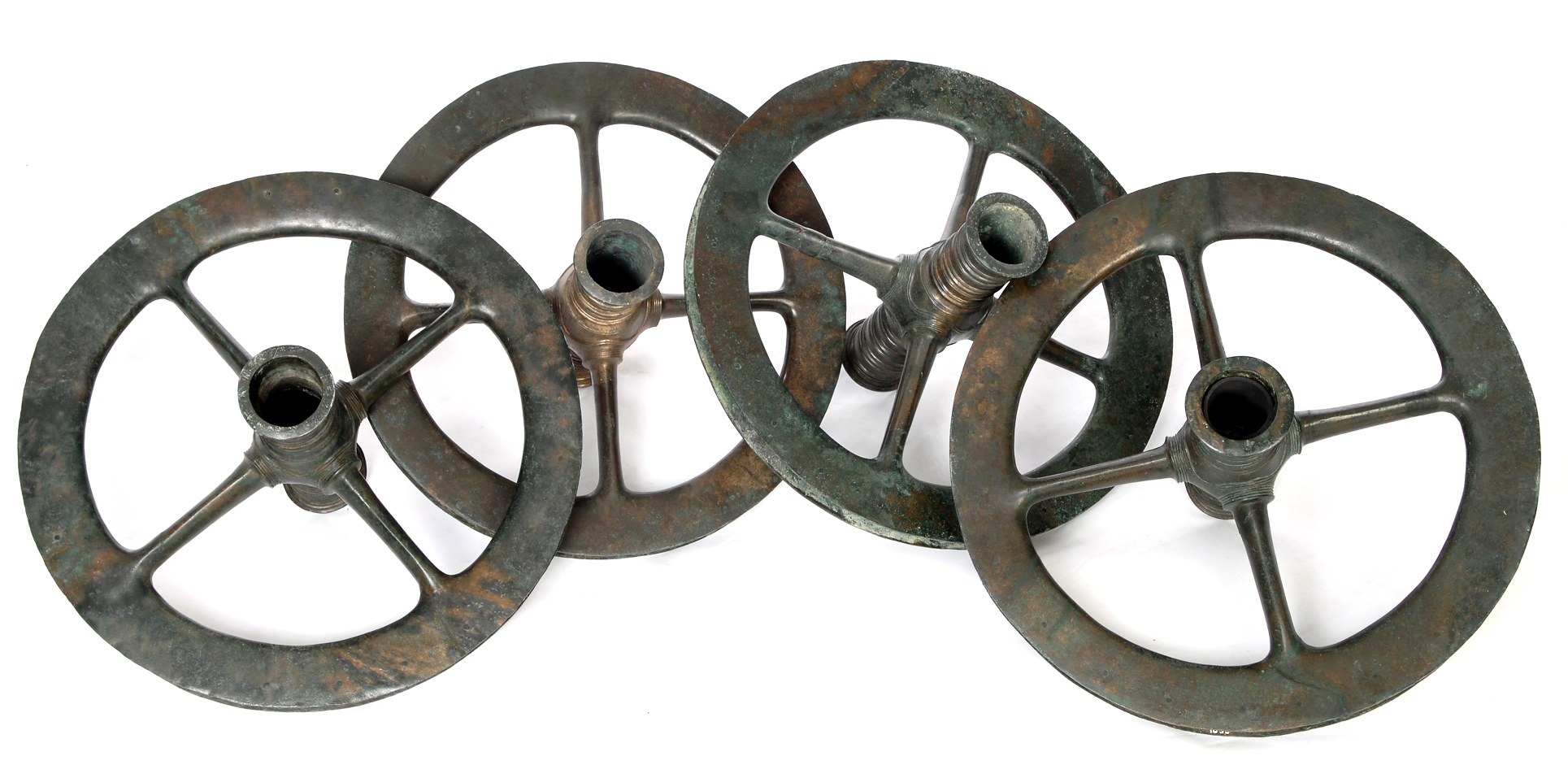
Die vier Stader Bronzeräder

Die Stader Bronzeräder sind vier in Stade in Niedersachsen gefundene Räder aus Bronze, die aus der späten Bronzezeit stammen und etwa 3000 Jahre alt sind.

## Entdeckung
Die Bronzeräder wurden 1919 beim Straßenbau in der Goebenstraße in Stade etwa 40 bis 60 cm unter der Oberfläche entdeckt. Die Fundstelle liegt erhöht auf einer Geestkuppe über dem Tal der Schwinge. Die Bauarbeiter bargen sie in Unkenntnis der Bedeutung des Fundes mit einer Brechstange und zerbrachen drei der vier Räder. Seitens des Bauunternehmens erging eine Fundmeldung an das Stader Museum, das eine Nachgrabung durchführte. Dabei wurden einige bei der Fundbergung abgesplitterte Bruchstücke und zwei Bronzenägel gefunden.

## Beschreibung

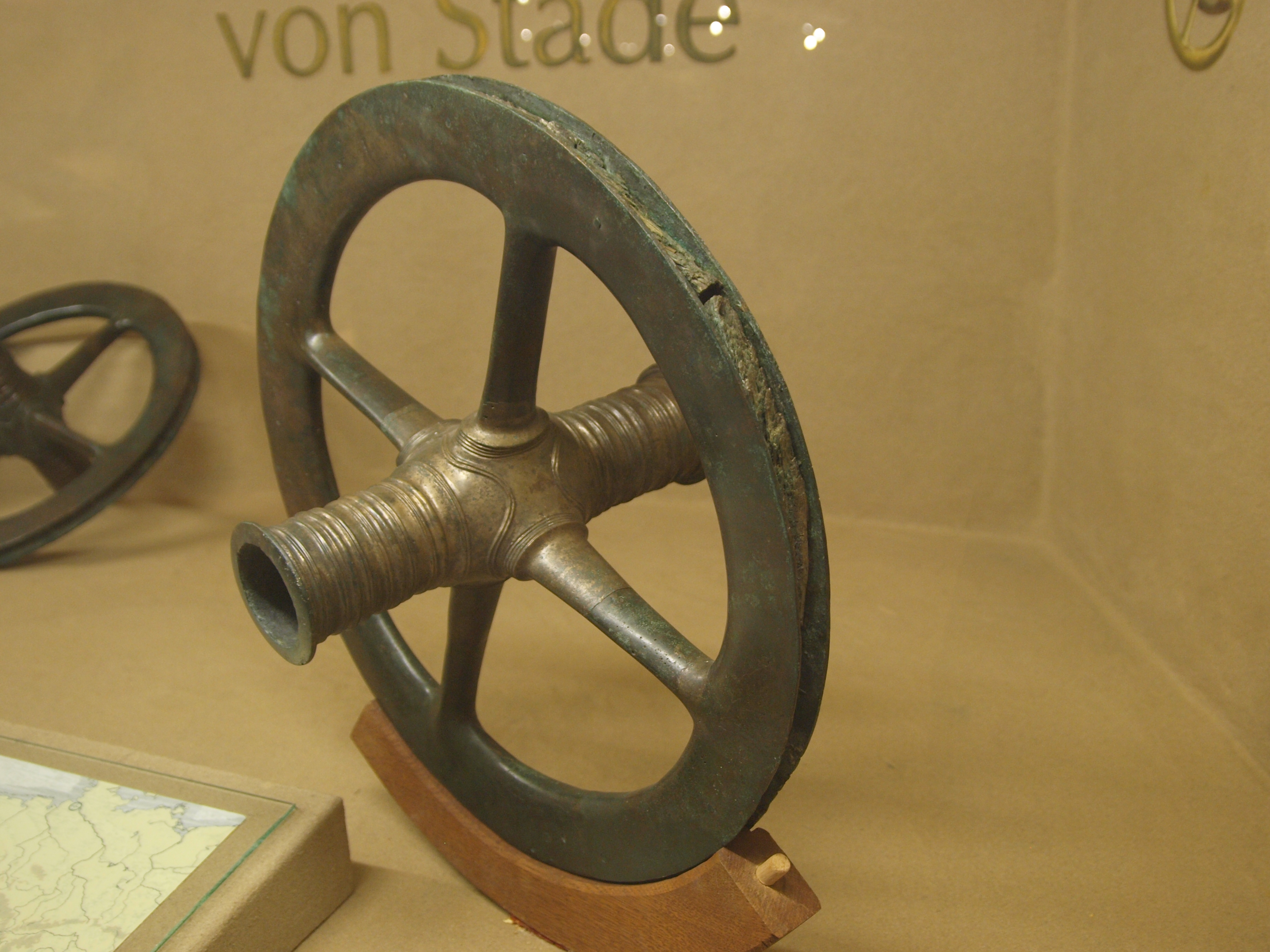
Ein Stader Bronzerad mit Holzresten im Felgenbett

Die vier Räder haben einen Durchmesser von 58 cm und wiegen jeweils ca. 11,5 kg. Sie entstanden als Bronzeguss in verlorener Form, der aber nur bei einem Rad gelang. Bei den anderen drei Rädern misslang der erste Versuch und es waren Nachbearbeitungen durch weitere Gussvorgänge erforderlich. Die dabei angewendeten Techniken von Überfangguss und Verbundguss zeigen, dass die Bronzehandwerker über ein hohes technisches Können und Kreativität verfügten. In den hohlen Felgen mit einem U-förmigen Profil fanden sich Reste von Eichenholz. Ursprünglich wiesen die Felgen zwei Zentimeter starke hölzerne Laufflächen auf, die mit 24 Nieten an der Felge befestigt waren. Da die Naben keine Schleifspuren zeigen, wurden die Räder offensichtlich nicht benutzt. Eine häufige Nutzung war vermutlich nicht vorgesehen, denn die verwendete Bronze war porös und ließ keine stärkere Belastung zu.

## Untersuchungen und Präsentation
Nach ihrer Entdeckung wurden die Räder in das Provinzialmuseum Hannover gebracht, wo sie Karl Hermann Jacob-Friesen untersuchte. Weitere wissenschaftliche Untersuchungen nahm die staatliche Materialprüfungsanstalt Berlin-Dahlem vor. Im Jahre 1927 publizierte Karl Hermann Jacob-Friesen den Fund.
1958 wurde der gusstechnische Herstellungsprozess der Räder vom Römisch-Germanischen Zentralmuseum in Mainz näher untersucht. In den 1970er Jahren erfolgte eine Restaurierung. Ein Rad blieb als Reserve für zukünftige Forschungen unrestauriert. 1972 wurden Holzreste eines Rades mit der C14-Methode untersucht und das Holz auf ein Alter von 870 v. Chr. ± 80 Jahre datiert. 2015 kam das noch nicht rekonstruierte und in Einzelteilen vorhandene Rad ins Römisch-Germanische Zentralmuseum in Mainz. Dort wurde es anhand von Abformungen als Kopie zusammengesetzt. Weitere naturwissenschaftliche Untersuchungen galten der Herkunft der Rohstoffe.
Die Räder gehören zur Dauerausstellung des Schwedenspeicher-Museums in Stade. Vom 21. September 2018 bis zum 6. Januar 2019 wurde ein Rad im Martin-Gropius-Bau in Berlin in der Ausstellung Bewegte Zeiten. Archäologie in Deutschland gezeigt, die aus Anlass des Europäischen Kulturerbejahres 2018 stattfand.

## Vergleichsfunde

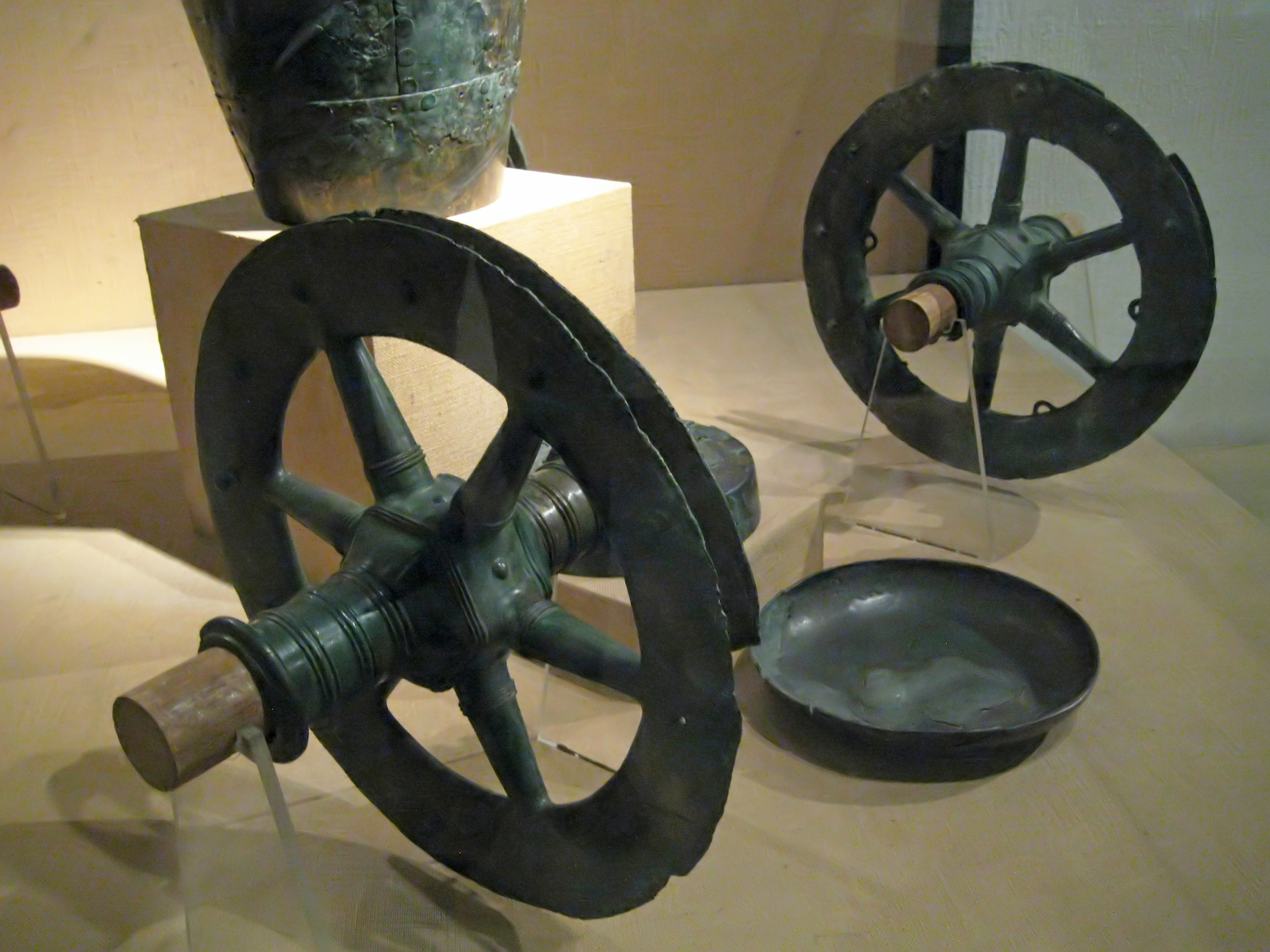
Räder eines Kultwagens, Übergang von der Bronze- zur Eisenzeit um 700 v. Chr., Musée gallo-romain de Fourvière, Lyon

Die Stader Bronzeräder stammen aus der Zeit der Urnenfelderkultur. Typologisch werden sie der Coulon-Gruppe zugerechnet, die nach dem westfranzösischen Fundort Coulon im Département Deux-Sèvres benannt ist. Bisher (Stand 2004) gibt es neun Vergleichsfunde von Bronzerädern der Coulon-Gruppe, die sich in einem Streifen von der Mündung der Elbe bis zum Golfe du Lion fanden. Die Fundorte liegen in den Tälern von Rhone, Loire und Saône sowie am Fuß der Pyrenäen, wobei Stade am weitesten im Norden liegt. Fundorte sind unter anderem Nîmes, La Côte-Saint-André, Cortaillod, Langres und in Deutschland Haßloch. Die Räder stellen die größte Leistung des Bronzegießens in der Urnenfelderzeit bzw. der frühen Eisenzeit dar.

## Deutung
Wahrscheinlich ist, dass die Räder zu einem Wagen gehörten. Offen ist jedoch, ob es ein zweirädriger oder vierrädriger Wagen war. Bei den bisherigen Vergleichsfunden waren die Wagen zweirädrig. Da Abnutzungsspuren fehlen, wird eine alltägliche Benutzung des Wagens ausgeschlossen. Vermutet wird eine Nutzung als Kultwagen im rituellen Kontext, zum Beispiel bei Prozessionen oder als Transportmittel zur letzten Ruhestätte hochstehender Persönlichkeiten. Obwohl es eine Reihe von Vergleichsfunden gibt, ist ein Herstellungsort für die Räder nicht bekannt. Nach Stade gelangten sie vermutlich als Fertigprodukt. Der Grund zur Niederlegung der Räder, die mit 45 kg Bronze einen großen Hort darstellen, ist nicht bekannt.